# The Sound of Music (soundtrack)
The Sound of Music is de originele soundtrack van de film The Sound of Music uit 1965. Het album werd uitgebracht door RCA Victor en is een van de meest succesvolle soundtrackalbums in de geschiedenis, met wereldwijd meer dan 20 miljoen verkochte exemplaren. De muziek van Richard Rodgers met tekst van Oscar Hammerstein II werd gearrangeerd en gedirigeerd door Irwin Kostal.
Naast de originele editie uit 1965, verscheen in 2010 een speciale editie ter gelegenheid van het 45-jarig jubileum.

## Tracklijst
1. Maria [Sound Of Music] - Prelude And The Sound Of Music (2:44)
2. Orchestra And Nuns Chorus - Overture And Preludium (Dixit Dominus) (3:13)
3. Nuns Chorus - Morning Hymn And Alleluia (2:02)
4. Nuns Chorus - Maria (3:16)
5. Maria [Sound Of Music] - I Have Confidence In Me (3:26)
6. Rolf And Liesl - Sixteen Going On Seventeen (3:17)
7. Maria [Sound Of Music] - My Favorite Things (2:18)
8. Mother Abbess - Climb Ev'ry Mountain (5:32)
9. Maria And The Children - The Lonely Goatherd (2:10)
10. The Children And The Captain - The Sound Of Music (3:10)
11. Maria And The Children - Do-Re-Mi (2:53)
12. Maria And The Captain - Something Good (2:16)
13. Organ, Orchestra And Nuns Chorus - Processional And Maria (3:16)
14. The Captain, Maria, The Children And Chorus - Edelweiss (2:27)
15. The Children - So Long, Farewell (1:49)
16. Chorus And Orchestra - Climb ev'ry Mountain [Reprise] (1:20)

### Special 45th Anniversary Edition
1. Julie Andrews - Prelude And The Sound Of Music (2:46)
2. Orchestra And Nuns Chorus - Overture And Preludium (Dixit Dominus) (3:15)
3. Nuns Chorus - Morning Hymn And Alleluia (2:03)
4. Nuns Chorus - Maria (3:18)
5. Julie Andrews - I Have Confidence In Me (3:27)
6. Rolf And Liesl - Sixteen Going On Seventeen (3:18)
7. Julie Andrews - My Favorite Things (2:19)
8. Julie Andrews - Do-Re-Mi (5:33)
9. The Children And The Captain - The Sound Of Music (2:12)
10. Julie Andrews - The Lonely Goatherd (Film Version) (3:11)
11. Julie Andrews / Christopher Plummer - Edelweiss (Film Version) (2:17)
12. Orchestra - Laendler (Film Version) (2:27)
13. The Children - So Long, Farewell (2:55)
14. Orchestra - Entr'acte (2:08)
15. Mother Abbess - Climb Ev'ry Mountain (2:18)
16. Maria And Children - My Favorite Things (Reprise) (1:17)
17. Julie Andrews / Christopher Plummer - Something Good (3:18)
18. Organ, Orchestra And Nuns Chorus - Processional And Maria (2:28)
19. Maria And Liesl - Sixteen Going On Seventeen (Reprise) (3:06)
20. Maria, The Captain And The Children - Do-Re-Mi (Reprise) (1:20)
21. The Captain, Maria, The Children And Chorus - Edelweiss (Reprise) (1:51)
22. The Captain, Maria, The Children And Chorus - So Long, Farewell (Reprise) (1:59)
23. Chorus And Orchestra - Climb ev'ry Mountain (Reprise) (1:21)
24. Orchestra - Finale (0:44)
25. Lea Michele - My Favorite Things (1:20)

## Vocaal (ensemble)
- Julie Andrews als Maria von Trapp
- Christopher Plummer als Georg von Trapp
- Angela Cartwright als Brigitta von Trapp
- Nicholas Hammond als Friedrich von Trapp
- Kym Karath als Gretl von Trapp
- Duane Chase als Kurt von Trapp
- Charmian Carr als Liesl von Trapp
- Heather Menzies als Louisa von Trapp
- Debbie Turner als Marta von Trapp
- Peggy Wood als Moeder Overste
- Daniel Truhitte als Rolf

## Hitnoteringen

### NederlandseAlbum top 100
| Hitnotering: 09-09-1995 t/m 07-10-1995 | Hitnotering: 09-09-1995 t/m 07-10-1995 | Hitnotering: 09-09-1995 t/m 07-10-1995 | Hitnotering: 09-09-1995 t/m 07-10-1995 | Hitnotering: 09-09-1995 t/m 07-10-1995 | Hitnotering: 09-09-1995 t/m 07-10-1995 | Hitnotering: 09-09-1995 t/m 07-10-1995 |
| Week:                                  | 1                                      | 2                                      | 3                                      | 4                                      | 5                                      |                                        |
| -------------------------------------- | -------------------------------------- | -------------------------------------- | -------------------------------------- | -------------------------------------- | -------------------------------------- | -------------------------------------- |
| Positie:                               | 77                                     | 40                                     | 36                                     | 38                                     | 94                                     | uit                                    |

### NPO Klassiek Filmmuziek Top 200
| The Sound of Music in de NPO Klassiek Filmmuziek Top 200 | The Sound of Music in de NPO Klassiek Filmmuziek Top 200 | The Sound of Music in de NPO Klassiek Filmmuziek Top 200 | The Sound of Music in de NPO Klassiek Filmmuziek Top 200 | The Sound of Music in de NPO Klassiek Filmmuziek Top 200 | The Sound of Music in de NPO Klassiek Filmmuziek Top 200 | The Sound of Music in de NPO Klassiek Filmmuziek Top 200 | The Sound of Music in de NPO Klassiek Filmmuziek Top 200 | The Sound of Music in de NPO Klassiek Filmmuziek Top 200 | The Sound of Music in de NPO Klassiek Filmmuziek Top 200 | The Sound of Music in de NPO Klassiek Filmmuziek Top 200 |
| Jaar                                                     | 2016                                                     | 2017                                                     | 2018                                                     | 2019                                                     | 2020                                                     | 2021                                                     | 2022                                                     | 2023                                                     | 2024                                                     | 2025                                                     |
| -------------------------------------------------------- | -------------------------------------------------------- | -------------------------------------------------------- | -------------------------------------------------------- | -------------------------------------------------------- | -------------------------------------------------------- | -------------------------------------------------------- | -------------------------------------------------------- | -------------------------------------------------------- | -------------------------------------------------------- | -------------------------------------------------------- |
| Positie                                                  | 20*                                                      | 34*                                                      | 40                                                       | 28                                                       | 33                                                       | 27                                                       | 20                                                       | 16                                                       | 20                                                       | 24                                                       |

( * als The Sound of Music (filmmuziek))